# 安川有
安川 有（やすかわ ゆう、1988年5月24日 - ）は、福岡県福岡市出身のサッカー選手。ポジションはディフェンダー（センターバック、サイドバック）。

## 来歴

### プロ入り前
2004年からアビスパ福岡の下部組織に加入。同年、一学年下の鈴木惇と共に、ナショナルトレセンU-16に選出された。
2007年、同志社大学に進学。サッカー部の同期に荒堀謙次、林佳祐がいる。4年時の2010年、デンソーカップチャレンジサッカー関西選抜に選出。同年は第39回関西学生サッカー選手権大会で14年ぶりの優勝を達成し、個人では関西学生サッカーリーグ大会優秀選手賞を受賞した。

### 大分トリニータ
2011年、J2・大分トリニータに加入。監督の田坂和昭により第1節FC岐阜戦からスターティングメンバーに抜擢されプロデビューを飾った。翌年は3バックの一角としてJ1昇格プレーオフ2試合にフル出場し、計180分間を無失点に抑え、クラブ4年ぶりのJ1復帰に貢献した。
2013年は、自身初となるJ1の舞台でリーグ戦24試合に出場。第2節川崎フロンターレ戦でプロ入り後初得点を記録した。チームはリーグ最下位に沈み、再びJ2に降格したが、翌年も契約を更新した。2014年からは左SBにコンバートされた。2015年は過去最多の公式戦37試合に出場したが、チームはJ3降格となった。

### 松本山雅FC
2016年、松本山雅FCに完全移籍。2年目の2017年には21試合の出場で自己最多の4得点を記録。3年目の2018年にはJ2優勝を経験したが、同年限りで契約満了となり松本を退団した。

## プレースタイル
ワンステップで正確なボールを蹴り出せる左足のキックと、体躯を活かした打点の高いヘディングが武器のディフェンダー。90分間走り切れるスタミナも持ち味である。

## 人物・エピソード
- エスパー伊東の物真似を持ちネタとしている[9]。

## 所属クラブ
- わかばFC
- 2004年 - 2006年 アビスパ福岡ユース
- 2007年 - 2010年 同志社大学
- 2011年 - 2015年  大分トリニータ
- 2016年 - 2018年  松本山雅FC

## 個人成績
| 国内大会個人成績 | 国内大会個人成績 | 国内大会個人成績 | 国内大会個人成績 | 国内大会個人成績 | 国内大会個人成績 | 国内大会個人成績 | 国内大会個人成績 | 国内大会個人成績 | 国内大会個人成績 | 国内大会個人成績 | 国内大会個人成績 |
| 年度             | クラブ           | 背番号           | リーグ           | リーグ戦         | リーグ戦         | リーグ杯         | リーグ杯         | オープン杯       | オープン杯       | 期間通算         | 期間通算         |
| 年度             | クラブ           | 背番号           | リーグ           | 出場             | 得点             | 出場             | 得点             | 出場             | 得点             | 出場             | 得点             |
| 日本             | 日本             | 日本             | 日本             | リーグ戦         | リーグ戦         | リーグ杯         | リーグ杯         | 天皇杯           | 天皇杯           | 期間通算         | 期間通算         |
| ---------------- | ---------------- | ---------------- | ---------------- | ---------------- | ---------------- | ---------------- | ---------------- | ---------------- | ---------------- | ---------------- | ---------------- |
| 2011             | 大分             | 36               | J2               | 19               | 0                | -                | -                | 0                | 0                | 19               | 0                |
| 2012             | 大分             | 16               | J2               | 26               | 0                | -                | -                | 1                | 0                | 27               | 0                |
| 2013             | 大分             | 23               | J1               | 24               | 2                | 4                | 0                | 1                | 0                | 29               | 2                |
| 2014             | 大分             | 23               | J2               | 31               | 2                | -                | -                | 1                | 0                | 32               | 2                |
| 2015             | 大分             | 16               | J2               | 36               | 0                | -                | -                | 1                | 0                | 37               | 0                |
| 2016             | 松本             | 33               | J2               | 5                | 0                | -                | -                | 1                | 0                | 6                | 0                |
| 2017             | 松本             | 33               | J2               | 21               | 4                | -                | -                | 0                | 0                | 21               | 4                |
| 2018             | 松本             | 33               | J2               | 5                | 0                | -                | -                | 0                | 0                | 5                | 0                |
| 通算             | 日本             | 日本             | J1               | 24               | 2                | 4                | 0                | 1                | 0                | 29               | 2                |
| 通算             | 日本             | 日本             | J2               | 143              | 6                | -                | -                | 4                | 0                | 147              | 6                |
| 総通算           | 総通算           | 総通算           | 総通算           | 167              | 8                | 4                | 0                | 5                | 0                | 176              | 8                |

その他公式戦
- 2012年
  - J1昇格プレーオフ 2試合0得点
- 2015年
  - J2・J3入れ替え戦 2試合0得点

### 出場歴
- J1初出場 - 2013年3月2日 第1節 FC東京戦（大分銀行ドーム）
  - 初得点 - 2013年3月9日 第2節 川崎フロンターレ戦（国立競技場）
- J2初出場 - 2011年3月6日 第1節 FC岐阜戦（岐阜メモリアルセンター長良川競技場）
  - 初得点 - 2014年4月26日 第9節 カターレ富山戦（大分銀行ドーム）

## タイトル

### クラブ
同志社大学
- 関西学生サッカー選手権大会：1回（2010年）

松本山雅FC
- J2リーグ：1回（2018年）

### 個人
- 関西学生サッカーリーグ 大会優秀選手賞：1回（2010年）

## 代表・選抜歴
- 2004年 U-16ナショナルトレセン
- 2010年 関西大学選抜